# Lodewijk Willem in Beieren
Lodewijk Willem Karel Norbert Theodoor Johan Herzog in Bayern (Slot Tegernsee, 17 januari 1884 — Wildbad Kreuth, 5 november 1968) was een Beierse hertog uit het Huis Wittelsbach.

## Leven
Lodewijk Willem was als eerste zoon van hertog Karel Theodoor en zijn tweede vrouw Maria José van Bragança tevens de erfzoon van de hertogelijke titel. Zodoende werd hij in 1909, na het overlijden van zijn vader, het hoofd van de hertogelijke tak in Beieren.
Hij trouwde met prinses Eleonore Anna Lucie zu Sayn-Wittgenstein-Berleburg op 19 maart 1917. Het huwelijk bleef kinderloos. Daarom adopteerde Lodewijk Willem, na het overlijden van zijn vrouw op 20 februari 1965, zijn achterneef Max, prins van Beieren, teneinde een titelerfgenaam te hebben. Deze verkreeg vervolgens formeel de naam Herzog in Bayern maar voert volgens het huisrecht de titel Prinz von Bayern. Aangezien Max van Beieren geen mannelijke nakomelingen heeft, dreigt deze hertogelijke titel met hem uit te sterven.
In 1900 ontving de prins, toen nog minderjarig (16 jaar oud), van koning Leopold II van België, het grootlint van de Leopoldsorde als huwelijksgeschenk ter ere van zijn zus.